# Pterois lunulata
Pterois lunulata — вид скорпеноподібних риб роду Крилатка (Pterois) родини скорпенових (Scorpaenidae).

## Поширення
Вид поширений в Індо-Тихоокеанському регіоні від Маврикію до півдня Японії.

## Опис
Риба середнього розміру 25—35 см завдовжки, яскравого забарвлення.

## Спосіб життя
Це морський, тропічний вид, що мешкає на коралових рифах на глибині до 50 м.